# Торпедо (Миколаїв)
«Торпе́до» — аматорський футбольний клуб з міста Миколаєва Миколаївської області.

## Історія
Команда була створена в 1954-55 роках на потужному миколаївському підприємстві «Зоря» під назвою «Авангард».
Команда є багаторазовим учасником першостей України серед КФК (найкращий результат – 3 місце в 1958) та кубків України серед КФК (фіналіст-1963). Неодноразово команда знаходилася в кроці від здобуття путівки в клас «Б», але в перехідних матчах сильнішим виявлявся «Суднобудівник».
Відродження «Торпедо» почалося в 2001 році за активної підтримки керівництва ДП «Науково-виробничий комплекс газотурбобудування «Зоря́»-«Машпрое́кт» на чолі з Героєм України Юрієм Бондіним.

## Досягнення
- Володар Кубка Миколаївської області — 1955, 1959, 1960, 1963, 1965, 1974, 2002, 2004
- Володар Суперкубка Миколаївської області — 2006
- Чемпіон Миколаївської області — 1958, 1959, 1960, 1961, 1963, 1965, 1982, 2005, 2006, 2008, 2010
- Срібний призер обласного чемпіонату — 1964, 1973, 1979
- Третє місце в обласному чемпіонаті — 1955, 1956, 1962, 1967, 1969, 1974, 2009
- Фіналіст Кубка України серед аматорських команд — 2007
- Срібний призер чемпіонату України серед аматорів — 2008, 2009